# ヴェイグランシー
ヴェイグランシー (Vagrancy、1939年 - 1964年) は、アメリカの競走馬。主な勝ち鞍は1942年のベルデイムハンデキャップ、レディーズハンデキャップ、CCAオークス、アラバマステークス、テストステークス、ガゼルステークス、ピムリコオークス、デラウェアオークス。
繁殖牝馬としても英セントレジャー勝ち馬のブラックターキンなどを輩出し、近親のマートルウッドとともにフリゼット牝系の発展に大きく貢献した。

## 生涯

### 競走馬時代
3歳時は21レースに出走。CCAオークス、ピムリコオークス、デラウェアオークス、アラバマステークス、ガゼルステークス、テストステークスを含む9つのステークスレースで優勝。全21レース中では優勝10勝、2着4回、3着1回の成績を残し、この年のDaily Racing Form and Turf & Sport Digest Awards （現エクリプス賞）の最優秀3歳牝馬と最優秀古牝馬の2部門を受賞した。
ヴェイグランシーの全レースのうち、最も有名なレースはベルデイムハンデキャップである。このレースでは、レース序盤から逃げをうって先頭を走る本馬を、バランコサがゴール直前でとらえ2頭同時にゴールイン。写真判定の末、このレースは同着と宣言さた。この時、優勝トロフィーは1つしか用意されていなかったため、ヴェイグランシーのオーナーとバランコサのオーナー（歌手、俳優のビング・クロスビー）がコイントスを行い、勝ったバランコサのオーナーが優勝トロフィーを得た。

### 繁殖牝馬時代
1945年に出生したブラックターキンは1948年のセントレジャーステークスなど、イギリスで複数のステークス競走を優勝。
ヴァルカニアとナターシャは繁殖牝馬として共に優秀な成績を収め、ヴァルカニアのラインからはサクラチトセオー・サクラキャンドル兄妹やファーディナンド、タイセイレジェンドが、ナターシャのラインからはヘヴンリーロマンスやシルクプリマドンナ、アウォーディーなどのGI級競走勝ち馬が出ている。
その功績を記念して、1948年からベルモントパーク競馬場で本馬の名を冠するヴェイグランシーハンデキャップが施行されている。

## 主なファミリーライン
- Stray Shot 1872 --- 13-c
  - Shotover 1879 ←---ショットオーヴァー牝系へ戻る
    - Ornis 1890
      - Ondulee 1889
        - Frizette 1905 ←---フリゼット牝系へ戻る
          - Princess Palatine 1919
            - Valkyr 1925
              - Vagrancy 1939 ---↓改行
                - Vulcania 1948
                  - Abeyance Lass 1955
                    - *クレアーブリッジ 1967 ---→クレアーブリッジ牝系へ

                - Natasha 1952 
                  - Natashka 1963 ---→ナタシュカ牝系へ

---↓ヴェイグランシー牝系
牝系図の主要な部分（太字はG1級競走優勝馬）は以下の通り。*は日本に輸入された馬。
- Vagrancy 1939
  - Black Tarquin II 1945（英セントレジャー）
  - Vulcania 1948
    - Abeyance Lass 1955
      - *クレアーブリッジ 1967 ---→クレアーブリッジ牝系へ

    - Legato 1956
      - Banja Luka 1968 
        - Castel Cheline 1980
          - Zacheline 1994（クイーンズランドオークス、オーストラリアンオークス）

        - *ファーディナンド 1983（ケンタッキーダービー、ハリウッドゴールドC、BCクラシック）

      - Tallahto 1970（ヴァニティH、サンタバーバラH、オークツリー招待H）
        - Prince True 1981（サンフアンカピストラーノ招待H、サンルイレイS）
        - Hidden Light 1983（ハリウッドオークス、サンタアニタオークス）
          - *ヒドゥンダンス 1993
            - トーホウアラン 2003（京都新聞杯、中日新聞杯、京都大賞典）

          - Artie Schiller 2001（BCマイル）
          - Our Table Mountain 2003
            - Silver Mountain 2012（ケープフィリーズギニー）

    - Nascania 1957
      - Fiddle Isle 1965（ハリウッドターフH、サンフアンカピストラーノ招待Hほか）

  - Natasha 1952
    - Natashka 1963（アラバマSほか）---→ナタシュカ牝系へ
    - Mazaca 1966
      - Trove 1979
        - Simple Taste 1984
          - *グレイテストヒッツ 1992
            - アクシオン 2003（鳴尾記念、中山金杯）

    - Ribasha 1967
      - Royal Sister 1977
        - Distant Relative 1986（ムーラン・ド・ロンシャン賞、サセックスS）
        - Ezzoud 1989（英国際S、エクリプスS）
        - Majestic Sister 1995
          - La Grande Zoa 2003
            - Trip To Paris 2011（アスコットゴールドC）

牝系図の出典：Galopp-Sieger

## 血統表
| ヴェイグランシー(Vagrancy)の血統 | ヴェイグランシー(Vagrancy)の血統  | ヴェイグランシー(Vagrancy)の血統 | （血統表の出典）             | （血統表の出典） |
| 父系                             | テディ系                          | テディ系                         | テディ系                     |                  |
| 父 Sir Gallahad 1920 鹿毛        | 父の父Teddy 1913 鹿毛             | Ajax                             | Flying Fox                   | Flying Fox       |
| 父 Sir Gallahad 1920 鹿毛        | 父の父Teddy 1913 鹿毛             | Ajax                             | Amie                         |                  |
| 父 Sir Gallahad 1920 鹿毛        | 父の父Teddy 1913 鹿毛             | Rondeau                          | Bay Ronald                   | Bay Ronald       |
| 父 Sir Gallahad 1920 鹿毛        | 父の父Teddy 1913 鹿毛             | Rondeau                          | Doremi                       |                  |
| 父 Sir Gallahad 1920 鹿毛        | 父の母Plucky Liege 1912 鹿毛      | Spearmint                        | Carbine                      | Carbine          |
| 父 Sir Gallahad 1920 鹿毛        | 父の母Plucky Liege 1912 鹿毛      | Spearmint                        | Maid of the Mint             |                  |
| 父 Sir Gallahad 1920 鹿毛        | 父の母Plucky Liege 1912 鹿毛      | Concertina                       | St. Simon                    | St. Simon        |
| 父 Sir Gallahad 1920 鹿毛        | 父の母Plucky Liege 1912 鹿毛      | Concertina                       | Comic Song                   |                  |
| 母 Valkyr 1925 栗毛              | 母の父Man o' War 1917 栗毛        | Fair Play                        | Hastings                     | Hastings         |
| 母 Valkyr 1925 栗毛              | 母の父Man o' War 1917 栗毛        | Fair Play                        | Fairy Gold                   |                  |
| 母 Valkyr 1925 栗毛              | 母の父Man o' War 1917 栗毛        | Mahubah                          | Rock Sand                    | Rock Sand        |
| 母 Valkyr 1925 栗毛              | 母の父Man o' War 1917 栗毛        | Mahubah                          | Merry Token                  |                  |
| 母 Valkyr 1925 栗毛              | 母の母Princess Palatine 1919 鹿毛 | Prince Palatine                  | Persimmon                    | Persimmon        |
| 母 Valkyr 1925 栗毛              | 母の母Princess Palatine 1919 鹿毛 | Prince Palatine                  | Lady Lightfoot               |                  |
| 母 Valkyr 1925 栗毛              | 母の母Princess Palatine 1919 鹿毛 | Frizette                         | Hamburg                      | Hamburg          |
| 母 Valkyr 1925 栗毛              | 母の母Princess Palatine 1919 鹿毛 | Frizette                         | Ondulee                      |                  |
| 母系(F-No.)                      | (FN:13-c)                         | (FN:13-c)                        | (FN:13-c)                    | [ § 2 ]          |
| 5代内の近親交配                  | St. Simon 4×5.5、Bend Or 5×5      | St. Simon 4×5.5、Bend Or 5×5     | St. Simon 4×5.5、Bend Or 5×5 | [ § 3 ]          |
| 出典                             | 1. 2. 3.                          | 1. 2. 3.                         | 1. 2. 3.                     | 1. 2. 3.         |